# Société historique et archéologique du Maine
Pour les articles homonymes, voir SHAM.
La Société historique & archéologique du Maine (SHAM) est une société savante qui étudie l'histoire de l'ancienne province du Maine, à travers les monuments, les personnes, et les faits historiques. Elle a été fondée en 1875 par une réunion de chartistes, érudits et archéologues, professionnels et amateurs. En 1901, elle a pris la forme d'association selon la nouvelle loi du 1er juillet 1901 ; elle serait la première société savante régie par cette loi et l'une des premières associations ainsi déclarées.

## Revue
La Société publie la Revue historique et archéologique du Maine (RHAM), une publication annuelle sur papier d'env. 300 pages + ill., planches h.t.), des livres, et des documents sur support numérique : un DVD/RHAM interactif (offrant fichiers textuels, bases de données, export de texte), comprenant toute la Revue de 1876 à 2000.

## Sources
- Annuaire des sociétés savantes du Comité des travaux historiques et scientifiques  (CTHS) de l'École nationale des chartes.
- Site internet du CTHS